# Christoph Westerthaler
Christoph Westerthaler (Silz, 1965. január 11. – 2018. július 20.) válogatott osztrák labdarúgó, középpályás, csatár, edző. Az 1991–92-es idény gólkirálya az osztrák Bundesligában.

## Pályafutása

### Klubcsapatban
1973 és 1983 között az SPG Silz/Mötz korosztályos csapataiban kezdte a labdarúgást. 1983 és 1986 között a Wacker Innsbruck, 1986 és 1988 között Linzer ASK labdarúgója volt. 1986 és 1992 között a Swavorski Tirol csapatában szerepelt és két bajnoki címet szerzett az együttessel, az utolsó idényben pedig bajnoki gólkirály lett 17 góllal. 1992-ben a Swarovski Tirol csőd miatt megszűnt. A következő két idényben a Wacker Innsbruck, majd a Tirol Innsbruck néven szereplő csapatokban játszott. 1994–95-ben a Vorwärts Steyr, 1996–97-ben ismét a Linzer ASK játékosa volt. 1997-ben a ciprusi Ellínon Lefkoszíasz labdarúgója volt. 1998 és 2001 között Németországban játszott. 1998–99-ben az Eintracht Frankfurt, 2000-ben az FSV Frankfurt, 2001-ben a VfL Osnabrück csapataiban szerepelt.

### A válogatottban
1989 és 1993 között hat alkalommal szerepelt az osztrák válogatottban.

### Edzőként
2002 és 2005 között a Wacker Tirol segédedzője volt. 2005 és 2007 között az Innsbrucker AC, 2008-ban az SV Völs vezetőedzőjeként tevékenykedett. 2011 és 2017 között az SV Horn segédedzője volt, közben 2014–15-ben vezetőedző, 2016-ban és 2017-ben ideiglenes megbízott vezetőedző volt. 2017–18-ban Kurt Garger segédedzője volt a kínai Junnan Fejhu csapatánál.

## Sikerei, díjai
Swavorski Tirol
- Osztrák bajnokság
  - bajnok: 1988–89, 1989–90
  - gólkirály: 1991–92 (17 góllal)